# Arco de choque

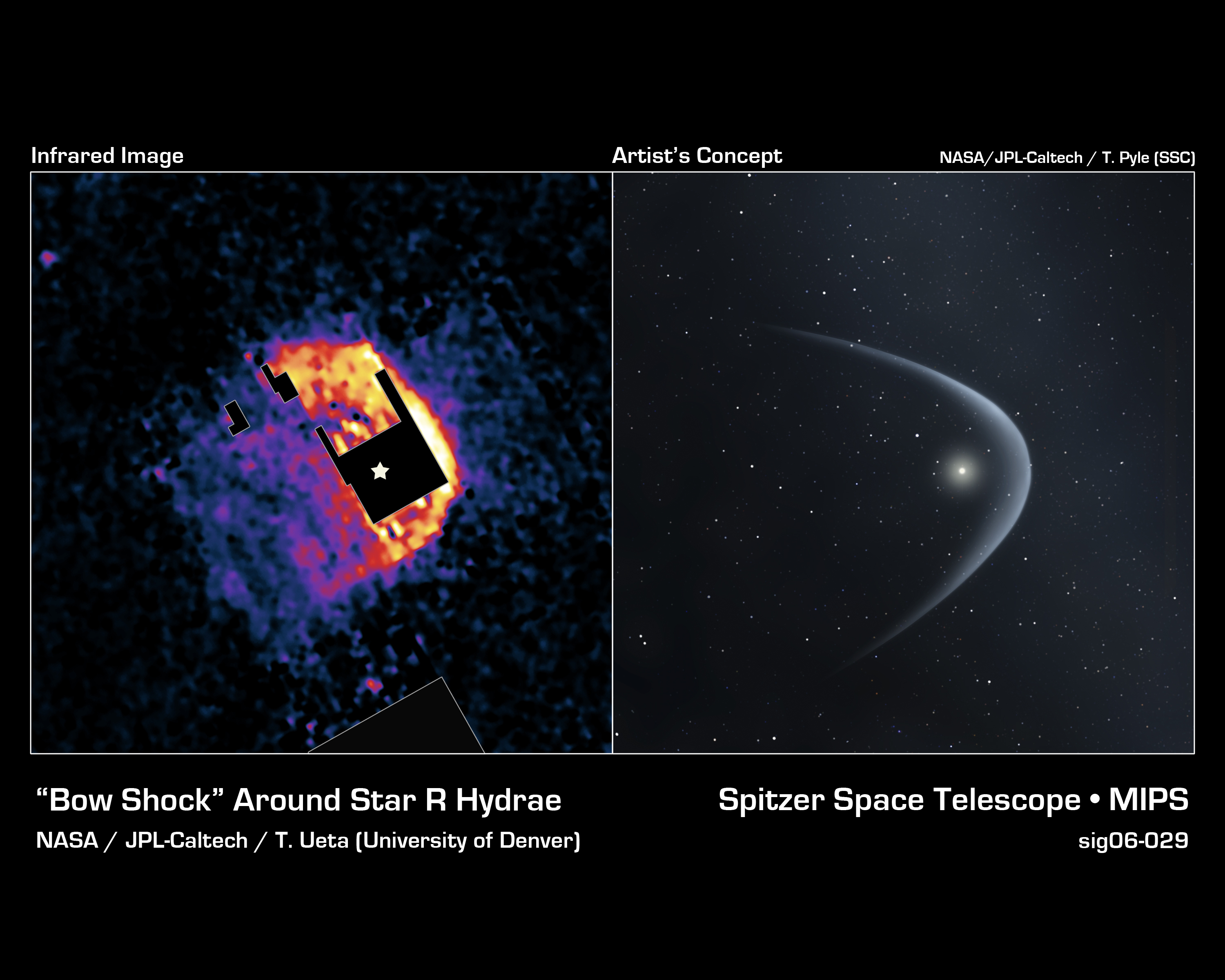
Arco de choque en torno a la estrella R Hydrae.

Se denomina arco de choque, o también a veces capa de choque (del inglés: bow shock) a la región fronteriza entre la magnetosfera de un cuerpo celeste y el medio interestelar. Aplicado a estrellas, es la frontera entre el viento solar y el medio interestelar. Aplicado a planetas como la Tierra, es la región en la que el viento solar es desviado por el campo magnético terrestre.
El ejemplo mejor estudiado de arco de choque es el que se forma cuando el viento solar se encuentra con la magnetopausa del planeta Tierra, si bien se producen arcos de choque en torno a todos los planetas magnetizados. El arco de choque terrestre tiene entre 100 y 1000 km de grosor, y se encuentra a unos 90 000 km de distancia de la Tierra.

## Descripción

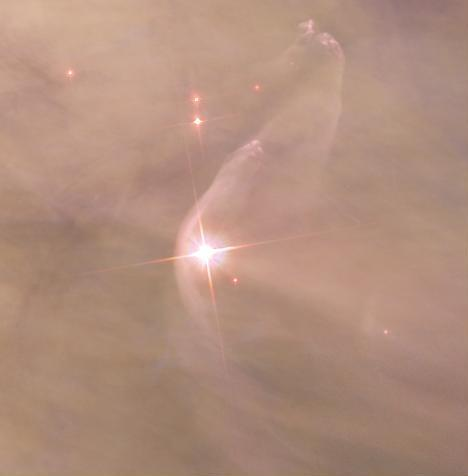
Arco de choque en la Nebulosa de Orión. Imagen tomada por el Hubble.

El arco de choque se define como el lugar donde la velocidad de un fluido (en este caso el viento solar) reduce su velocidad desde supersónica hasta subsónica, en donde la velocidad del sonido en física de plasma se define como:
{\displaystyle c_{s}^{2}=\gamma p/\rho }
donde cs es la velocidad del sonido, γ es la relación entre calores específicos, p es la presión, y ρ es la densidad del plasma. Las partículas que conforman el viento solar siguen patrones espirales a lo largo de las líneas de fuerza magnéticas. La velocidad de cada partícula mientras gira en torno a las líneas de fuerza puede tratarse de forma similar a la velocidad térmica en un gas ordinario, y en un gas ordinario, la velocidad térmica media es aproximadamente la velocidad del sonido. En un arco de choque, la componente paralela a las líneas de fuerza de la velocidad del viento solar se reduce por debajo de la velocidad a la que las partículas orbitan esas mismas líneas de fuerza.
Se ha teorizado que el Sol también presenta un arco de choque mientras se desplaza por el medio interestelar. Esto sucederá si el medio interestelar se mueve a velocidades supersónicas hacia el sol, puesto que el viento solar proveniente del sol se está alejando supersónicamente de él. El punto en el que el medio interetelar se torne subsónico será el arco de choque, mientras que el punto en el que el medio interestelar y el viento solar se equilibren será la heliopausa. Según los miembros de la NASA Robert Nemiroff y Jerry Bonnell, el arco de choque del sol debería situarse a unas 230 UA del sol.
En mayo de 2012 un equipo científico dedicado al estudio de la heliosfera reveló que nuestro Sol podría no presentar un arco de choque frente al espacio interestelar.
Los arcos de choque son un suceso común en determinados objetos celestes cercanos a corrientes de gas y polvo. En algunos casos estas colisiones producen brillantes arcos en longitudes de onda visibles.